# Wereldkampioenschap superbike van Losail 2014
Het wereldkampioenschap superbike van Losail 2014 was de twaalfde en laatste ronde van het wereldkampioenschap superbike en de elfde en laatste ronde van het wereldkampioenschap Supersport 2014. De races werden verreden op 2 november 2014 op het Losail International Circuit nabij Doha, Qatar.
Sylvain Guintoli werd gekroond tot kampioen in de superbike-klasse met een overwinning in de tweede race van het weekend, wat genoeg was om zijn concurrent Tom Sykes in te halen.

## Superbike

### Race 1
| Pos | Nr | Rijder               | Constructeur | Rondes | Tijd         | Grid | Punten |
| --- | -- | -------------------- | ------------ | ------ | ------------ | ---- | ------ |
| 1   | 50 | Sylvain Guintoli     | Aprilia      | 17     | 33:46.738    | 5    | 25     |
| 2   | 76 | Loris Baz            | Kawasaki     | 17     | +2.650       | 2    | 20     |
| 3   | 1  | Tom Sykes            | Kawasaki     | 17     | +3.955       | 3    | 16     |
| 4   | 65 | Jonathan Rea         | Honda        | 17     | +4.805       | 7    | 13     |
| 5   | 34 | Davide Giugliano     | Ducati       | 17     | +7.861       | 1    | 11     |
| 6   | 24 | Toni Elías           | Aprilia      | 17     | +8.192       | 10   | 10     |
| 7   | 7  | Chaz Davies          | Ducati       | 17     | +8.991       | 4    | 9      |
| 8   | 33 | Marco Melandri       | Aprilia      | 17     | +10.512      | 8    | 8      |
| 9   | 58 | Eugene Laverty       | Suzuki       | 17     | +15.978      | 9    | 7      |
| 10  | 22 | Alex Lowes           | Suzuki       | 17     | +21.456      | 11   | 6      |
| 11  | 91 | Leon Haslam          | Honda        | 17     | +25.977      | 6    | 5      |
| 12  | 59 | Niccolò Canepa       | Ducati       | 17     | +29.085      | 14   | 4      |
| 13  | 44 | David Salom          | Kawasaki     | 17     | +29.096      | 12   | 3      |
| 14  | 52 | Sylvain Barrier      | BMW          | 17     | +39.270      | 13   | 2      |
| 15  | 67 | Bryan Staring        | Kawasaki     | 17     | +43.360      | 17   | 1      |
| 16  | 21 | Jérémy Guarnoni      | Kawasaki     | 17     | +46.206      | 18   |        |
| 17  | 99 | Geoff May            | EBR          | 17     | +1:16.323    | 19   |        |
| 18  | 10 | Imre Tóth            | BMW          | 16     | +1 ronde     | 23   |        |
| DNF | 21 | Alessandro Andreozzi | Kawasaki     | 7      | Uitgevallen  | 15   |        |
| DNF | 16 | Gábor Rizmayer       | BMW          | 6      | Ongeluk      | 22   |        |
| DNF | 95 | Alex Cudlin          | Kawasaki     | 2      | Ongeluk      | 16   |        |
| DNF | 20 | Aaron Yates          | EBR          | 2      | Ongeluk      | 21   |        |
| DNF | 71 | Claudio Corti        | MV Agusta    | 1      | Uitgevallen  | 20   |        |
| DNS | 32 | Sheridan Morais      | Kawasaki     | 0      | Niet gestart |      |        |

### Race 2
| Pos | Nr | Rijder               | Constructeur | Rondes | Tijd           | Grid | Punten |
| --- | -- | -------------------- | ------------ | ------ | -------------- | ---- | ------ |
| 1   | 50 | Sylvain Guintoli     | Aprilia      | 17     | 33:41.803      | 5    | 25     |
| 2   | 65 | Jonathan Rea         | Honda        | 17     | +3.568         | 7    | 20     |
| 3   | 1  | Tom Sykes            | Kawasaki     | 17     | +5.092         | 3    | 16     |
| 4   | 33 | Marco Melandri       | Aprilia      | 17     | +8.305         | 8    | 13     |
| 5   | 7  | Chaz Davies          | Ducati       | 17     | +8.390         | 4    | 11     |
| 6   | 24 | Toni Elías           | Aprilia      | 17     | +8.654         | 10   | 10     |
| 7   | 76 | Loris Baz            | Kawasaki     | 17     | +9.115         | 2    | 9      |
| 8   | 34 | Davide Giugliano     | Ducati       | 17     | +13.015        | 1    | 8      |
| 9   | 22 | Alex Lowes           | Suzuki       | 17     | +13.478        | 11   | 7      |
| 10  | 91 | Leon Haslam          | Honda        | 17     | +25.471        | 6    | 6      |
| 11  | 44 | David Salom          | Kawasaki     | 17     | +37.964        | 12   | 5      |
| 12  | 59 | Niccolò Canepa       | Ducati       | 17     | +38.001        | 14   | 4      |
| 13  | 67 | Bryan Staring        | Kawasaki     | 17     | +46.248        | 17   | 3      |
| 14  | 71 | Claudio Corti        | MV Agusta    | 17     | +51.926        | 20   | 2      |
| 15  | 21 | Alessandro Andreozzi | Kawasaki     | 17     | +56.331        | 15   | 1      |
| 16  | 99 | Geoff May            | EBR          | 17     | +1:23.937      | 19   |        |
| 17  | 10 | Imre Tóth            | BMW          | 16     | +1 ronde       | 23   |        |
| 18  | 95 | Alex Cudlin          | Kawasaki     | 16     | +1 ronde       | 16   |        |
| DNF | 52 | Sylvain Barrier      | BMW          | 5      | Schade ongeluk | 13   |        |
| DNF | 20 | Aaron Yates          | EBR          | 4      | Ongeluk        | 21   |        |
| DNF | 21 | Jérémy Guarnoni      | Kawasaki     | 3      | Ongeluk        | 18   |        |
| DNF | 58 | Eugene Laverty       | Suzuki       | 2      | Ongeluk        | 9    |        |
| DNS | 16 | Gábor Rizmayer       | BMW          | 0      | Niet gestart   | 22   |        |
| DNS | 32 | Sheridan Morais      | Kawasaki     | 0      | Niet gestart   |      |        |

## Supersport
| Pos | Nr  | Rijder               | Constructeur | Rondes | Tijd        | Grid | Punten |
| --- | --- | -------------------- | ------------ | ------ | ----------- | ---- | ------ |
| 1   | 60  | Michael van der Mark | Honda        | 15     | 30:42.722   | 2    | 25     |
| 2   | 14  | Ratthapark Wilairot  | Honda        | 15     | +3.570      | 4    | 20     |
| 3   | 16  | Jules Cluzel         | MV Agusta    | 15     | +5.124      | 1    | 16     |
| 4   | 17  | Lucas Mahias         | Yamaha       | 15     | +5.476      | 6    | 13     |
| 5   | 88  | Kev Coghlan          | Yamaha       | 15     | +5.578      | 7    | 11     |
| 6   | 44  | Roberto Rolfo        | Kawasaki     | 15     | +8.275      | 9    | 10     |
| 7   | 26  | Lorenzo Zanetti      | Honda        | 15     | +8.965      | 3    | 9      |
| 8   | 54  | Kenan Sofuoğlu       | Kawasaki     | 15     | +12.367     | 8    | 8      |
| 9   | 5   | Roberto Tamburini    | Kawasaki     | 15     | +22.923     | 10   | 7      |
| 10  | 155 | Massimo Roccoli      | MV Agusta    | 15     | +23.081     | 16   | 6      |
| 11  | 21  | Florian Marino       | Kawasaki     | 15     | +25.585     | 11   | 5      |
| 12  | 99  | P.J. Jacobsen        | Kawasaki     | 15     | +25.668     | 12   | 4      |
| 13  | 35  | Raffaele De Rosa     | Honda        | 15     | +26.094     | 13   | 3      |
| 14  | 11  | Christian Gamarino   | Kawasaki     | 15     | +28.026     | 14   | 2      |
| 15  | 22  | Mason Law            | Kawasaki     | 15     | +29.868     | 17   | 1      |
| 16  | 77  | Nasser Al Malki      | Honda        | 15     | +48.357     | 20   |        |
| 17  | 161 | Alexey Ivanov        | Yamaha       | 15     | +1:00.928   | 22   |        |
| 18  | 61  | Fabio Menghi         | Yamaha       | 15     | +1:00.968   | 23   |        |
| 19  | 7   | Nacho Calero         | Honda        | 15     | +1:14.126   | 21   |        |
| DNF | 15  | Marco Faccani        | Kawasaki     | 14     | Uitgevallen | 15   |        |
| DNF | 87  | Luca Marconi         | Honda        | 14     | Ongeluk     | 19   |        |
| DNF | 4   | Jack Kennedy         | Honda        | 4      | Uitgevallen | 5    |        |
| DNF | 53  | Valentin Debise      | Honda        | 1      | Uitgevallen | 18   |        |

## Eindstanden na wedstrijd

### Superbike
| Pos | Nr | Rijder           | Team     | Punten |
| --- | -- | ---------------- | -------- | ------ |
| 1   | 50 | Sylvain Guintoli | Aprilia  | 416    |
| 2   | 1  | Tom Sykes        | Kawasaki | 410    |
| 3   | 65 | Jonathan Rea     | Honda    | 334    |
| 4   | 33 | Marco Melandri   | Aprilia  | 333    |
| 5   | 76 | Loris Baz        | Kawasaki | 311    |

### Supersport
| Pos | Nr | Rijder               | Team      | Punten |
| --- | -- | -------------------- | --------- | ------ |
| 1   | 60 | Michael van der Mark | Honda     | 230    |
| 2   | 16 | Jules Cluzel         | MV Agusta | 148    |
| 3   | 21 | Florian Marino       | Kawasaki  | 125    |
| 4   | 26 | Lorenzo Zanetti      | Honda     | 112    |
| 5   | 88 | Kev Coghlan          | Yamaha    | 109    |

2005 · 2006 · 2007 · 2008 · 2009 · 2014 · 2015 · 2016 · 2017 · 2018 · 2019